# Raška (district)
Raška (Servisch: Рашки округ, Raški okrug) is een district in Centraal-Servië. De hoofdstad is Kraljevo.

## Gemeenten
Raška bestaat uit de volgende gemeenten:
- Kraljevo
- Vrnjačka Banja
- Raška
- Novi Pazar
- Tutin

## Bevolking
De bevolking bestaat uit de volgende etnische groepen:
- Serven: 188.456
- Bosniaken: 93.921